# Metzgeria conjugata
Espèce
Metzgeria conjugata est une espèce d'hépatiques appartenant à la classe des Jungermanniopsida (hépatiques à lobes) ou à celle des Hepatopsida selon les classifications et à l'ordre des Metzgeriales.
On la trouve parfois comme épiphyte corticole, c'est-à-dire sur les écorces d'arbres, notamment de frênes dans certaines vallées forestières humides. Mais cette espèce est plus rarement corticole que Metzgeria furcata.

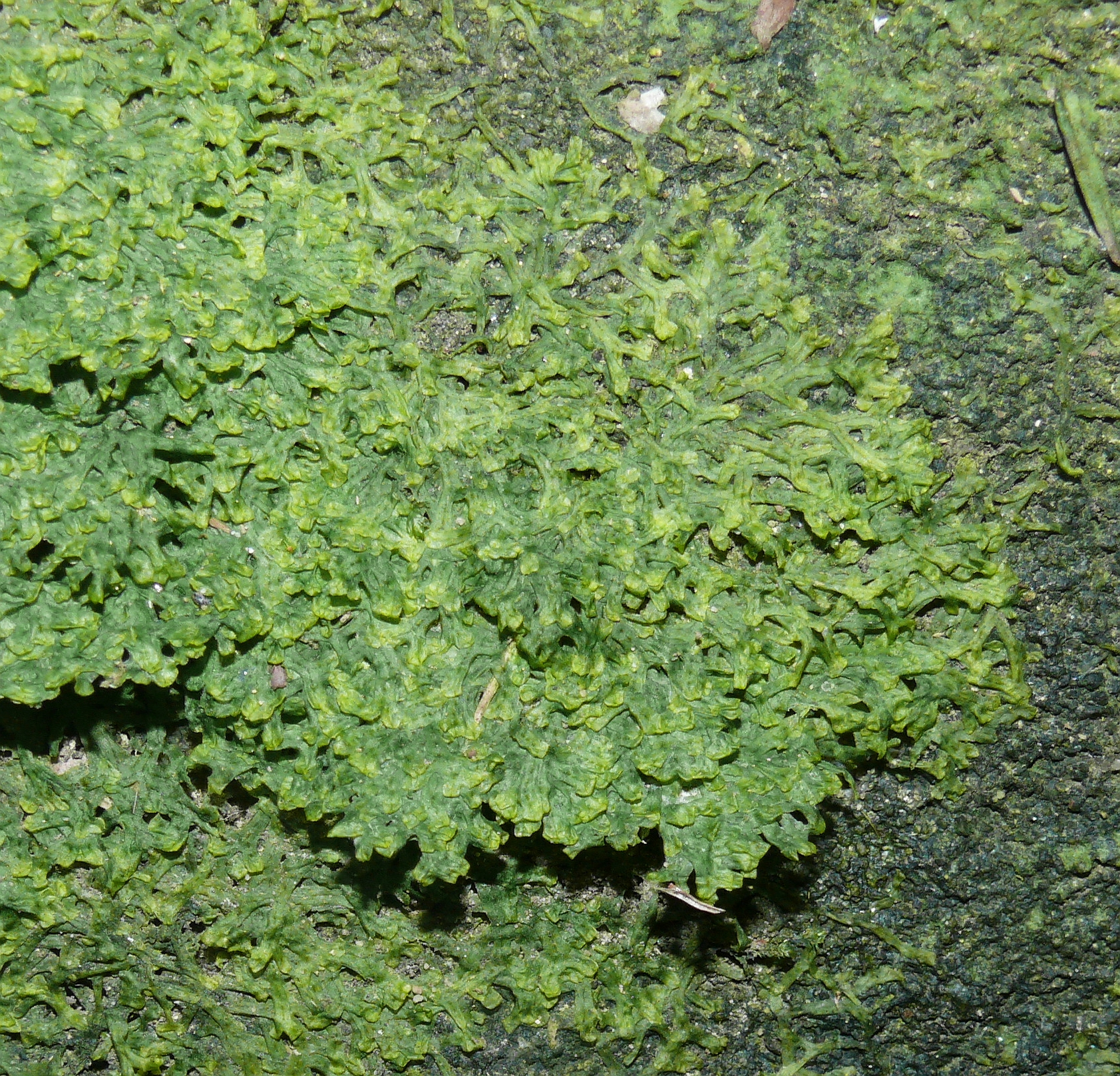
Metzgeria conjugata
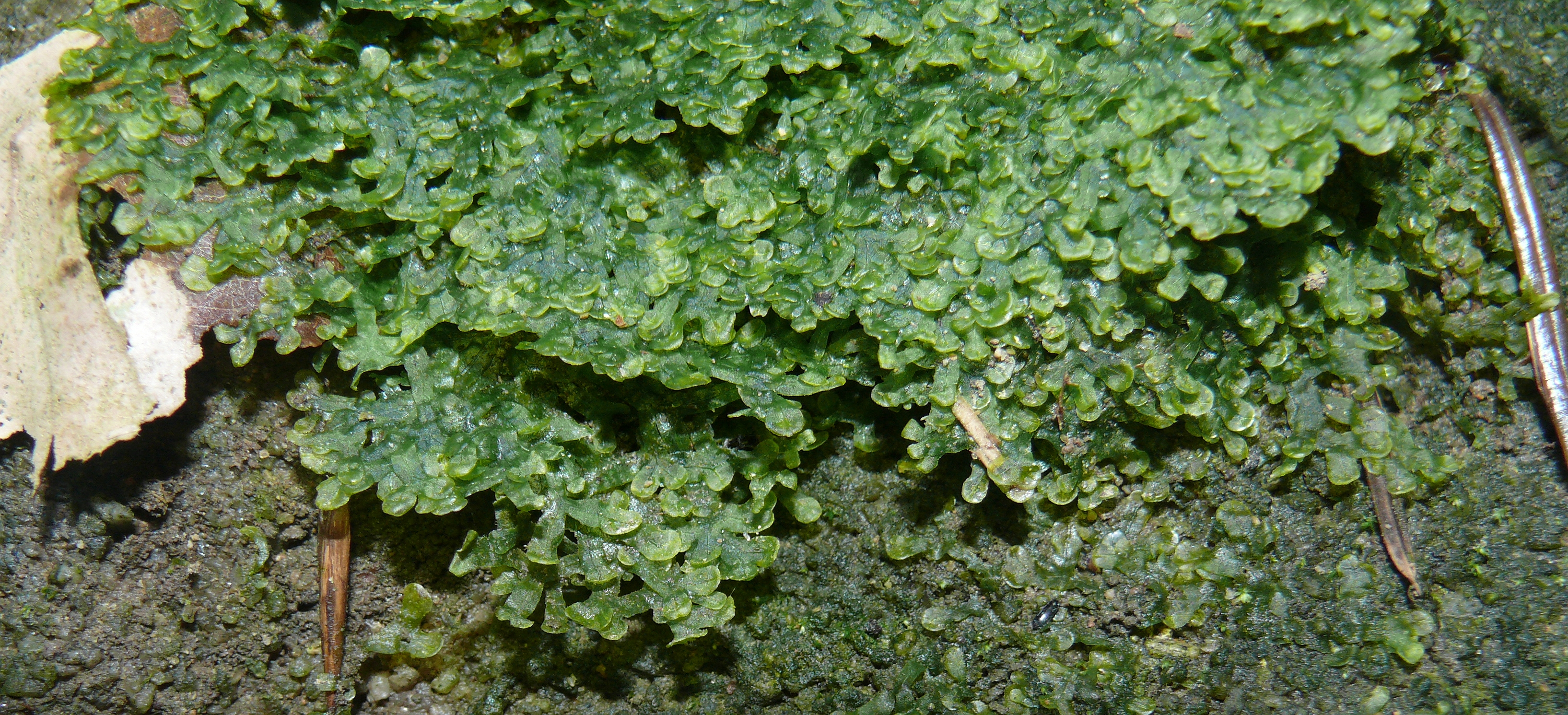
Metzgeria conjugata

## Habitat
Creux humides et zones boisées humides (notamment dans les hautes terres du nord et de l'ouest de la Grande-Bretagne).

Elle apprécie les substrats calcaires, tout comme Ctenidium molluscum ou Trichostomum brachydontium qui lui sont souvent associées.

## Menaces
C’est une plante discrète et complètement menacée par la régression des milieux frais et humides.

## Statut
- Canada :
  - Québec : espèce candidate

## Synonymes
- Metzgeria minor (Schiffn.) Kuwah.
- Metzgeria japonica (S.Hatt.) Kuwah.
- Metzgeria conjugata var. minor Schiffn.
- Metzgeria conjugata var. alipila Kaal.
- Metzgeria conjugata var. macvicarii Kaal.
- Jungermannia furcata var. elongata Hook.